# Sanatroces II de Pàrtia
Sanatroces II va ser rei associat de Pàrtia del 115 al 116 i probablement entre el 129 i el 139. Era fill de Mitridates IV de Pàrtia.
Quan el seu pare es va proclamar rei per fer front a l'atac romà del 115, Sanatroces II va ser associat al govern i apareix amb la diadema reial en algunes monedes. Els romans es van imposar l'any 116 i el 117, en evacuar el país va ser son oncle Osroes, també destronat pels romans poc després, el que va recuperar la capital. Trajà, que dirigia la guerra a Pàrtia, va posar al tron el rei titella Partamaspades.
Sanatroces i el seu pare Mitridates, van reclamar junts la corona i van continuar la lluita contra els romans a Mesopotàmia. Trajà va marxar cap al sud fins al golf Pèrsic, els va derrotar i va convertir Mesopotàmia en província de l'Imperi Romà.
Quan van marxar els romans, Osroes I va recuperar el tron. Mitridates IV el va succeir, i va ser rei l'any 129 i probablement Sanatroces va ser associat un altre cop, però va morir abans del 140 en un combat contra els romans a Commagena, quan el pare era encara viu, però va morir a la mateixa batalla.
L'enemic històric d'Osroes I i després del seu germà Mitridates IV, Vologès III es va fer càrrec del regne, però un altre fill de Mitridates, Vologès IV va recuperar el regne a la seva mort l'any 147.